# Eusko Gudariak
Eusko gudariak (originariamente Euzko gudariak: in Italiano, «Combattenti baschi») è una canzone tradizionale dei Paesi Baschi.

## Storia
Fu scritta nel 1932 da José María de Garate, all'epoca presidente del Partito Nazionalista Basco, basandosi su la melodia di «Atzo Bilbon nengoen» ("Ieri ero in Bilbao"), una canzone tradizionale basca. Il testo fu modificato durante la Guerra civile spagnola dal Capitano Alejandro Lizaso Eizmendi, che aggiunse altri versi e la strofa finale per rendere la canzone più trionfante e combattiva.
Fu usata dall'Euzko Gudarostea nel corso della guerra civile spagnola nei Paesi Baschi, ed intonata nel corso del processo di Burgos come forma di protesta contro lo stato Spagnolo franchista.
Nel 1983, quando vennero istituite la bandiera e l'inno ufficiale della comunità autonoma di Euskadi, Eusko Gudariak fu una delle canzoni che vennero nominate per diventare l'inno, insieme ad altre come Gernikako arbola e Eusko Abendaren Ereserkia (canzone Gora ta gora, che poi fu scelta come inno). Di tutte le forme di Eusko gudariak la seguente è quella che rappresenta di più la sinistra indipendentista basca.

## Testo
| Eusko gudariak gara Euskadi askatzeko, gerturik daukagu odola bere aldez emateko. Irrintzi bat entzun da mendi tontorrean. Goazen gudari danok Ikurriñan atzean. |  | Siamo i combattenti baschi per liberare Euskadi Abbiamo il sangue pronto per versere per lei. Si ode un grido nella cima della montagna. Andiamo tutti i combattenti dietro l'Ikurrina. |